# 霍夫斯特拉大学法学院

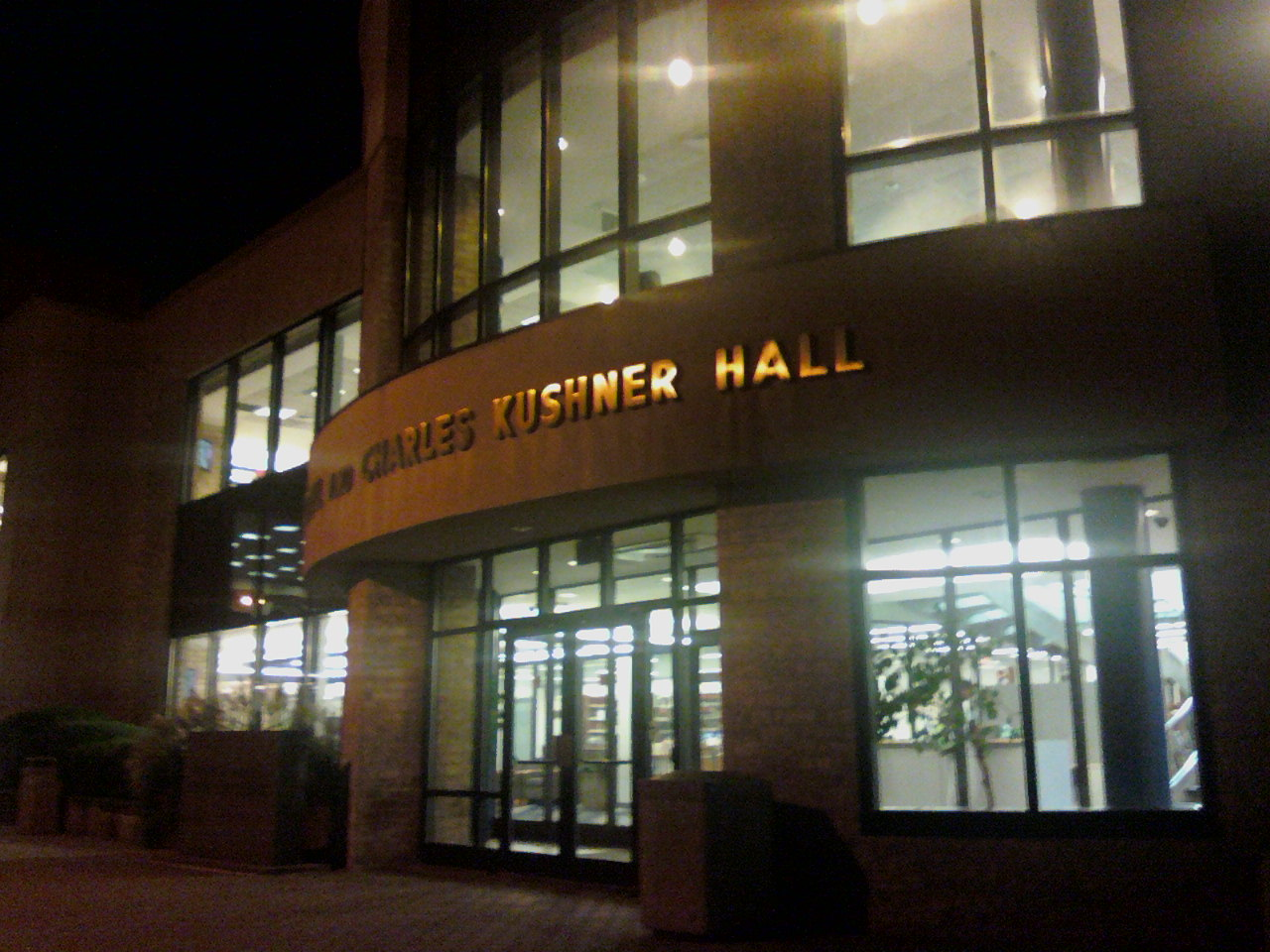
法学院大楼

霍夫斯特拉大学法学院（Hofstra University School of Law）是一所附属于霍夫斯特拉大学的法学院。

## 历史
1970年起在美国纽约州 Hempstead 创设，2011年，因为校友 Maurice A. Deane 向该院捐款两千万美元，学院改为以他的名字冠名，简称 M.A.D. 法学院。
该学院在《美国新闻与世界报道》的法学院排名里被评为第89名。